# Pterygotrigla multiocellata
Pterygotrigla multiocellata är en fiskart som först beskrevs av Matsubara, 1937.  Pterygotrigla multiocellata ingår i släktet Pterygotrigla och familjen knotfiskar. Inga underarter finns listade i Catalogue of Life.